# Jorge Kajuru
Jorge Kajuru Reis da Costa Nasser, mais conhecido como Jorge Kajuru (Cajuru, 20 de janeiro de 1961), é um jornalista esportivo, radialista, apresentador de televisão, empresário e político brasileiro filiado ao Partido Socialista Brasileiro (PSB), sendo atualmente senador pelo estado de Goiás. Entre 2017 e 2019, foi vereador de Goiânia, sendo o mais votado da cidade no pleito de 2016.

## Carreira
Quando ainda morava em Goiânia, Kajuru era proprietário da Rádio K (Rádio Clube de Goiás). A rádio foi tirada do ar temporariamente em diversas ocasiões durante o mandato do governador Marconi Perillo, do PSDB. Em 2002 o TRE de Goiás determinou, atendendo representação do governador, o fechamento da rádio por oito dias por reiterados descumprimentos à lei eleitoral.
No início dos anos 2000 esteve à frente de programas esportivos na RedeTV! como o A Hora do Kajuru, Bola na Rede e TV Esporte, programa onde ele se demitiu ao vivo em 2002.  
No ano seguinte, após uma negociação frustrada com a TV Globo e a Rede Record, assinou contrato com a Band para apresentar o Esporte Total.
Kajuru retornou à televisão em 2023, após ser contratado pela TV Goiânia.

### Briga com boxeador
Em 28 de abril de 2004, durante a primeira edição do Esporte Total, Kajuru quase foi agredido ao vivo pelo boxeador Marinho Soares após uma discussão no ar. Na ocasião, o atleta foi convidado pelo programa para falar de sua luta contra Fábio Garrido, ocorrida na semana anterior, e se irritou com as críticas do apresentador ao nocaute dado no adversário, que acabou indo para a UTI. O boxeador interrompeu a fala de Kajuru e o chamou de "burro", enquanto o jornalista respondeu dizendo que Marinho era "covarde". Foi então que o boxeador se levantou e partiu pra cima do apresentador, confrontando-o e o chamando de "frouxo" e "bunda-mole". Diante da áspera discussão entre Kajuru e Marinho, o programa foi para o intervalo - naquele momento, o Esporte Total estava em seu bloco local, exibido para São Paulo. Um vídeo vazado na internet anos depois mostrou a discussão fora do ar, onde Marinho volta a partir pra cima de Kajuru disparando ofensas, sendo contido por produtores do programa e pelo narrador Silvio Luiz.

### Demissão ao vivo na Band
No dia 2 de junho de 2004, numa entrada ao vivo de um dos portões de acesso ao Estádio do Mineirão onde iria falar sobre a partida entre Brasil e Argentina, válida pelas eliminatórias sul-americanas para a Copa do Mundo, Kajuru criticou o Governo de Minas Gerais e o então governador Aécio Neves após apresentar denúncias de ingressos destinados a cadeirantes que estavam sendo repassados a políticos e artistas. 
Após chamar o intervalo, Kajuru foi demitido da emissora. O canal alegou que havia ocorrido um problema técnico, mas quando o programa voltou dos comerciais, Kajuru não estava mais na tela, sendo substituído dos estúdios por Fernando Nardini.
Ele mencionou em várias entrevistas que as reclamações de Aécio foram o fator decisivo para que ele fosse demitido. Porém em 2012, ele mudou sua versão e disse em que não teria sido Aécio Neves quem teria mandado retirar ele do ar e sim Ricardo Teixeira, então presidente da CBF, pelas suas críticas à gestão da entidade e aos seus gestores feitas por ele na Band.

### Passagem pelo SBT
Em abril de 2005 estreou o programa Fora do Ar, um talk-show no SBT com Adriane Galisteu, Cacá Rosset e Hebe Camargo. O programa saiu do ar em setembro do mesmo ano.
Em 2 de abril de 2006 voltou à emissora e ao jornalismo esportivo, com o programa Jogo Duro, que trazia debates e análises sobre o futebol, numa tentativa do SBT de voltar a cobertura esportiva. O programa saiu do ar em 13 de agosto do mesmo ano, mesmo tendo boa audiência.[carece de fontes?]
Em 2010, o programa Kajuru na Área deixou de ser exibido para a região de Campinas (onde ia ao ar pela TVB), e para o estado do Paraná (onde ia ao ar pela Rede Massa), continuando a ser exibido apenas no SBT RP.[carece de fontes?]

### Esporte Interativo
No dia 25 de janeiro de 2010, Jorge Kajuru começa a trabalhar na TV Esporte Interativo, primeiro apresentando o Kajuru Sob Controle, ao lado de Melissa Garcia. Em entrevista ao programa Jogando em Casa, ele admitiu que pela 1° vez na sua carreira pediu um emprego. Mesmo estando na TV Esporte Interativo, Kajuru não parou de apresentar o programa Kajuru na Área pelo SBT Ribeirão Preto.[carece de fontes?] Em junho do mesmo ano, foi entrevistado pelo jornalista Roberto Cabrini no Conexão Repórter, do SBT, onde anunciou o fim de sua carreira e que seria sua ultima entrevista concedida.
Em 2013, Jorge Kajuru revelou ao canal do Esporte Interativo na internet que Marcella, segunda filha do ex-jogador Túlio Maravilha, na verdade, é fruto de um caso extra-conjugal de Kajuru com Alessandra, esposa do ex-atacante, informação que foi desmentida mais tarde pelo esportista.
Na mesma entrevista, o jornalista revelou sofrer de transtorno bipolar e ser portador da síndrome de Asperger, segundo suas palavras, ele se descreve como um: autista que comunica.
No ano de 2014, Kajuru foi demitido da TV Esporte Interativo afirmando ter sido uma exigência de José Maria Marin, da CBF e de Carlos Nuzman da COB. Disse ainda ter ficado um ano sem receber pelo blog. Segundo Kajuru, a demissão também teria sido pedida pela agência que cuida da veiculação da propaganda da Sadia. Ao se referir aos assuntos, Kajuru chamou os dois dirigentes de ladrões, no desabafo dado nas redes sociais, em que acusou também a Esporte Interativo de caloteira.

### Retorno à TV
Em novembro de 2023, Jorge Kajuru foi contratado pela TV Goiânia, marcando seu retorno à televisão após 9 anos. Desde então, passou a conciliar seu trabalho na TV com o mandato de Senador. Em novembro de 2024, retornou à RedeTV! após 16 anos para apresentar o talk-show de entrevistas PodK Liberados, ao lado da também senadora Leila Barros. O programa já era exibido por emissoras locais desde fevereiro do mesmo ano em sistema de sindicação.

## Política
Em 2011, Jorge Kajuru se filiou ao PPS, e segundo o partido, se candidataria ao cargo de vereador nas eleições de 2012 o que segundo Kajuru não é verdade, alegando não estar preparado e não ter tempo disponível em razão dos trabalhos como jornalista. Em 2013, voltou a política a pedido do senador Romário pelo PSB. Kajuru teve uma breve passagem pelo PSOL e em 2013 se desfiliou do partido para se filiar ao PRP.
Ao final de junho de 2014, Kajuru anunciou sua candidatura para o cargo de Deputado Federal pelo estado de Goiás. Nas eleições, obteve mais de 106 mil votos, sendo um dos 10 candidatos a deputado mais votados do estado. Mesmo com a votação expressiva, ele não foi eleito.
Nas eleições de 2 de outubro de 2016, Jorge Kajuru concorreu ao cargo de vereador de Goiânia pelo PRP em coligação com o Democratas para fortalecer a base de vereadores do lado do prefeito Iris Rezende. Após a apuração de todas as urnas, Kajuru foi eleito com 37 796 votos (5,65% do total), sendo o vereador mais votado da cidade.
Em 2018, Kajuru candidatou-se ao Senado por Goiás, pela coligação "A Mudança é Agora", liderada por Ronaldo Caiado (DEM) e Lincoln Tejota (PROS). Foi eleito para a segunda vaga com 1 557 415 votos, o que representa 28,23% dos votos válidos.
Em janeiro de 2019, Kajuru deixa o PRP após a sigla anunciar fusão com o Patriota e se filia ao PSB, onde esteve em 2013. Em julho do mesmo ano, o senador anuncia sua saída em comum acordo da legenda após votar a favor do decreto de armas do presidente Jair Bolsonaro, do qual o PSB se posiciona de forma contrária. Nas redes sociais Kajuru afirmou que seu coração o desejava ver "senador sem partido, para poder votar de acordo de quem me elegeu senador do Brasil", declarando ainda que se fosse pra voltar para algum partido, seria para o próprio PSB.
Em agosto do mesmo ano, Kajuru anuncia sua filiação ao Patriota por ser esse alinhado à flexibilização do porte e posse de armas.
Em setembro, Kajuru anunciou sua filiação ao Cidadania, sendo assim o retorno ao seu primeiro partido (antigo PPS). O senador afirmou estar em dúvidas entre se filiar ao PODE ou Cidadania, tendo pedido conselho ao amigo José Luiz Datena, que o aconselhou a escolher o segundo.
Em abril de 2021 o senador trocou o Cidadania pelo Podemos, após polêmica com o presidente Bolsonaro. 
Em 19 de janeiro de 2023, Jorge Kajuru se filiou novamente ao PSB.

## Dossiê K
O Dossiê K foi um livro escrito por Jorge Kajuru com denúncias de corrupção no Governo do Estado de Goiás, na gestão do então governador e candidato à reeleição Marconi Perillo. Em 28 de setembro de 2002 a impressão e distribuição do livro foram proibidas pelo TRE de Goiás até o término do período eleitoral de 2002. A Polícia Militar de Goiás cumpriu mandado de busca e apreensão no Campus 2 da Universidade Federal de Goiás para recolhimento de exemplares do livro que estavam sendo distribuídos gratuitamente. A ação causou controvérsia e notas oficiais de repúdio por parte da direção da Universidade, por ser considerada truculenta e por se tratar a Universidade Federal de território de competência da Polícia Federal. Kajuru foi processado pelo então governador.

## Controvérsias
Kajuru, pelo ímpeto crítico, fez muitas denúncias contra corrupção e más gestões de governos. É conhecido por dar declarações polêmicas e por se opor ao merchandising em programas jornalísticos. Em entrevista ao programa The Noite em 2014, Kajuru afirmou ter 132 processos, sendo um recorde nacional.
Em junho de 2010, em entrevista ao programa Conexão Repórter, do SBT, afirmou que a Seleção Brasileira perderia a Copa do Mundo daquele ano porque, segundo ele, estaria tudo comprado para o Brasil ganhar o Mundial de 2014. Ele voltaria a afirmar isso em entrevista ao mesmo programa em junho de 2014, e também no Esporte Interativo. Contudo, nas semifinais da Copa do Mundo de 2014, o Brasil perdeu para a seleção alemã pelo placar de 7x1, e a Alemanha veio a ser a campeã, conquistando seu quarto título mundial. Em entrevista ao podcast Inteligência Ltda. no ano de 2023, Kajuru justificou que o suposto esquema em favor do Brasil não aconteceu devido a renúncia de Ricardo Teixeira à presidência da CBF, em 2012: "A quadrilha da Fifa tinha armado com o Ricardo Teixeira para o Brasil ganhar a Copa de 2014 aqui. Depois disso, a Joana Teixeira Havelange [filha de Ricardo] viraria a nova presidente da CBF. Eu não errei a previsão. Se ele [Teixeira] tivesse continuado, o Brasil não teria tomado de sete da Alemanha. Futebol é negócio".
Foi demitido (e pediu demissão) de vários locais em que trabalhou; pediu demissão no ar quando trabalhava na RedeTV!.

### Desavenças com Boris Casoy
Em seu programa no SBT Kajuru na Área em 2009, Kajuru fez críticas ao jornalista Boris Casoy por um comentário ofensivo feito pelo jornalista no mesmo ano aos garis no Jornal da Band da Rede Bandeirantes. Para rebater as críticas, em 2013 Boris postou um vídeo no YouTube falando que Kajuru havia recebido dinheiro do bicheiro Carlinhos Cachoeira, quando este foi acusado pelo Blog do Paulinho (que é inimigo de Kajuru[carece de fontes?]) de receber dinheiro e patrocínio da empresa do bicheiro entre 2010 e 2011.
| “             | Esse moleque chamado Kajuru, não sei que nome estranho é esse… Esse moleque não tem o direito de criticar ninguém… antes de explicar para a população, antes de explicar para os seus telespectadores, porque ele telefonava para o bicheiro Cachoeira pedindo dinheiro… Que dinheiro? Que favores ele prestou pro Cachoeira para telefonar e pedir dinheiro? Tá aí, tão ai as gravações dele pedindo dinheiro, insistentemente, para o bicheiro Cachoeira… Coisa boa, não é… | ” |
| — Boris Casoy | |   |

Dias depois, em resposta a Boris Casoy, Kajuru postou um outro vídeo no YouTube chamando Boris de fascista e pedófilo. 
| “              | Você chegar no YouTube e me chamar de pobre coitado, você não está me ofendendo, Boris. Eu prefiro ser um pobre coitado do que ser rico, elitista, racista, fascista e pedófilo como você, porque isso é crime. | ” |
| — Jorge Kajuru | |   |

Ao acusar com termos ofensivos, Boris Casoy entrou com processo contra Kajuru por danos morais.

## Prisão e condenações judiciais
Em março de 2005 Jorge Kajuru foi condenado a dezoito meses de prisão em regime aberto por difamação às Organizações Jaime Câmara (OJC) e contra o presidente da empresa, Jaime Câmara Junior, durante transmissão da Rádio K do Brasil em 24 de janeiro de 2001. Foi a primeira condenação definitiva de Kajuru.
Em maio de 2005, foi condenado a pagar 100 salários mínimos (30 mil reais) a título de indenização por danos morais ao governador de Goiás, Marconi Perillo. Pesou contra ele uma condenação definitiva em ação movida por Marconi, onde teve de cumprir pena de 1 ano e 6 meses em regime aberto por crime contra a honra.
Kajuru também foi condenado a um mês e cinco dias de detenção em regime aberto por ofender a honra do também jornalista esportivo Milton Neves. Para a apresentadora Luciana Gimenez, o comentarista teve que pagar uma indenização de 40 mil por danos morais, e também será obrigado a pagar juros e correção monetária, contados a partir do início do processo. Segundo o próprio Kajuru, já foram mais de 130 processos contra ele.

## Posições políticas
Quando Jorge Kajuru era o líder do Partido Socialista Brasileiro no Senado,  quando questionado sobre se era de esquerda ou direita ele afirmou que "odeio esse negócio de falar que é de esquerda ou de direita".

### Costumes
Kajuru é contrário à legalização do aborto e demonstrou ser favorável à flexibilização do porte de arma; ele também afirmou que a diminuição da maioridade penal deve ser tratada caso a caso e que a maconha é, "na prática, já legalizada".

### Economia
Kajuru criticou a proposta da reforma de previdência afirmando que é superavitária e defendendo uma auditoria da divida para combater os gastos. Ele também defendeu uma reforma previdenciária a fim de deixar ela mais progressiva.

### Política
Jorge Kajuru é um entusiasta da democracia digital, consultando enquetes na sua página no Facebook para vários assuntos como seu voto para a presidência do Senado. Kajuru também é a favor de acabar com a reeleição para o executivo.

### Governo Bolsonaro
Durante as eleições de 2018, declarou preferência a Jair Bolsonaro, porém afirmou que ele seguiria independente no Senado.
Em junho de 2019, votou contra o Decreto das Armas do governo, que flexibilizava porte e posse para o cidadão.
Em  2021 Kajuru e o senador Alessandro Vieira entraram com um mandado de segurança no STF solicitando a abertura de uma CPI (Comissão Parlamentar de Inquérito) para apurar as ações do governo federal no combate à Pandemia de COVID-19. O pedido foi aceito em 9 de abril pelo ministro Luis Roberto Barroso.  
Nos dias 11 e 12 de abril, Kajuru publicou uma conversa telefônica gravada entre ele e o presidente Bolsonaro. Nos áudios, o presidente pediu ao senador para que a CPI da Covid também investigasse prefeitos e governadores, assim como para que Kajuru apresentasse pedidos de impeachment contra ministros do STF. Em outro trecho da conversa, Bolsonaro dirigiu ofensas e ameaçou de agressão o senador Randolfe Rodrigues, autor do pedido da CPI.

## Vida pessoal

### Desaparecimento
No dia 2 de julho de 2016, Jorge Kajuru desapareceu sem dar notícias de seu paradeiro. Contudo, o jornalista reapareceu dois dias depois. Kajuru alegou que esteve escondido no interior de São Paulo, após ter, segundo ele, recebido ameaças de morte.

### Problemas de saúde
Ao longo dos anos Jorge Kajuru tem enfrentado inúmeros problemas de saúde, a maioria relacionados ao diabetes.
Em 2009 passou por uma cirurgia experimental para tentar controlar a doença. Após algum tempo ele emagreceu mais de setenta quilos e perdeu a visão do olho esquerdo.
Em 19 de novembro de 2019, durante uma sessão do Senado Federal, Kajuru passou mal em decorrência de uma crise convulsiva e precisou ser imediatamente hospitalizado. Uma tomografia revelou a presença de um coágulo no cérebro do parlamentar.

## Filmografia

### Televisão
| Ano           | Título                        | Emissora                    |
| ------------- | ----------------------------- | --------------------------- |
| 1981-1982     | Papo de Bola                  | TV Alterosa                 |
| 1989-1990     | Cortina de Vidro - Antero Rox | SBT                         |
| 2000-2002     | Bola na Rede                  | RedeTV!                     |
| 2000-2002     | TV Esporte                    | RedeTV!                     |
| 2002          | Hora do Kajuru                | RedeTV!                     |
| 2002-2003     | Cartão Verde                  | TV Cultura                  |
| 2002-2003     | Hora do Esporte               | TV Cultura                  |
| 2003-2004     | Esporte Total                 | Band                        |
| 2005          | Hora do Kajuru                | TV Thathi de Ribeirão Preto |
| 2005          | Kajuru Liberado               | TV Thathi de Ribeirão Preto |
| 2005          | Linha de Passe                | ESPN Brasil                 |
| 2005          | Fora do Ar                    | SBT                         |
| 2005          | Casamento à Moda Antiga       | SBT                         |
| 2006          | Jogo Duro                     | SBT                         |
| 2007          | Kajuru na Área                | SBT Ribeirão Preto          |
| 2008          | Bola na Rede                  | RedeTV!                     |
| 2008          | Tribuna no Esporte            | TV Iguaçu/Rede Massa        |
| 2009          | Kajuru na Área                | TVB Campinas                |
| 2011-2012     | Kajuru Sob Controle           | Esporte Interativo          |
| 2011-2012     | Kajuru Pergunta               | Esporte Interativo          |
| 2012          | Esporte News                  | BH News TV                  |
| 2012          | Rede Social Esporte Clube     | BH News TV                  |
| 2012          | Kajuru News                   | BH News TV                  |
| 2013-2014     | O Incrível Kajuru             | Esporte Interativo          |
| 2023          | Jogo Duro                     | TV Goiânia                  |
| 2024          | Hora do Kajuru                | TV Goiânia                  |
| 2024          | PodK Liberados                | Sindicação                  |
| 2024-presente | PodK Liberados                | RedeTV!                     |

### Internet
| Ano           | Título         | Cargo        | Plataforma |
| ------------- | -------------- | ------------ | ---------- |
| 2015-presente | Kajuru Oficial | Apresentador | YouTube    |

## Desempenho em eleições
| Ano  | Eleição              | Candidato a      | Partido | Votos     | %      | Resultado  | Ref    |
| ---- | -------------------- | ---------------- | ------- | --------- | ------ | ---------- | ------ |
| 2014 | Estaduais em Goiás   | Deputado Federal | PRP     | 106.291   | 3,50%  | Não eleito | [ 76 ] |
| 2016 | Municipal de Goiânia | Vereador         | PRP     | 37.796    | 5,65%  | Eleito     | [ 77 ] |
| 2018 | Estaduais em Goiás   | Senador          | PRP     | 1.557.415 | 28,23% | Eleito     | [ 78 ] |